# Danzé
Danzé é uma comuna francesa na região administrativa do Centro, no departamento Loir-et-Cher. Estende-se por uma área de 41,29 km². Em 2010 a comuna tinha 705 habitantes (densidade: 17,1 hab./km²).